# Cloyes-sur-Marne

Cloyes-sur-Marne este o comună în departamentul Marne, Franța. În 2009 avea o populație de 119 de locuitori.